# Associazione Sportiva Siracusa 1956-1957
Questa voce raccoglie le informazioni riguardanti l'Associazione Sportiva Siracusa nelle competizioni ufficiali della stagione 1956-1957.

## Rosa
| N. |                   | Ruolo | Calciatore         |
| -- | ----------------- | ----- | ------------------ |
|    | Italia (bandiera) | P     | Luciano Alfieri    |
|    | Italia (bandiera) | A     | Sebastiano Alicata |
|    | Italia (bandiera) | A     | Otello Badiali     |
|    | Italia (bandiera) | C     | Giuseppe Bagliani  |
|    | Italia (bandiera) | C     | Anselmo Bislenghi  |
|    | Italia (bandiera) | C     | Giovanni Bussone   |
|    | Italia (bandiera) | A     | Armando Carta      |
|    | Italia (bandiera) | C     | Giuseppe Franzò    |
|    | Italia (bandiera) | C     | Carlo Gambini      |
|    | Italia (bandiera) | D     | Gianfranco Gatti   |

| N. |                   | Ruolo | Calciatore        |
| -- | ----------------- | ----- | ----------------- |
|    | Italia (bandiera) | C     | Natalino Guarini  |
|    | Italia (bandiera) | C     | Giovanni Marin    |
|    | Italia (bandiera) | C     | Loris Mora        |
|    | Italia (bandiera) | P     | Giuseppe Pasquin  |
|    | Italia (bandiera) | A     | Giuliano Paternò  |
|    | Italia (bandiera) | A     | Giuseppe Radaelli |
|    | Italia (bandiera) | C     | Felice Resta      |
|    | Italia (bandiera) | A     | Salvatore Rubino  |
|    | Italia (bandiera) | D     | Ermanno Vairani   |